# Tomás Valle (Metropolitano)
La estación Tomás Valle es una estación intermedia del Metropolitano en la ciudad de Lima. Está ubicada en la intersección de la avenida Túpac Amaru con la avenida Tomás Valle en una zona disputada entre los distritos San Martín de Porres e Independencia.

## Características
La estación está en superficie, tiene dos plataformas para embarque de pasajeros y dos ingresos en ambos extremos accesibles para personas con movilidad reducida. Dispone de máquinas de autoservicio y taquilla para la compra y recarga de tarjetas.
Próximo a la estación se encuentra el centro comercial Plaza Norte, el Gran Terminal Terrestre Plaza Norte y el Nuevo Mercado Central FEVACEL.

## Servicios
La estación es atendida por los siguientes servicios:
| Servicio troncal | Indicador | Lunes a viernes                       | Lunes a viernes                       | Sábado                                | Domingo       |
| Servicio troncal | Indicador | Norte a Sur                           | Sur a Norte                           | Sábado                                | Domingo       |
| ---------------- | --------- | ------------------------------------- | ------------------------------------- | ------------------------------------- | ------------- |
| Regular          | Regular A | 05:00 - 23:00                         | 05:00 - 23:00                         | 05:00 - 23:00                         | 05:00 - 22:00 |
| Regular          | Regular B | 10:00 - 23:00                         | 10:00 - 23:00                         | 05:00 - 23:00                         | 05:00 - 22:00 |
| Regular          | Regular D | 05:00 - 10:30                         | 05:00 - 10:30                         | Sin servicio                          | Sin servicio  |
| Expreso          | Expreso 5 | 09:00 - 17:00                         | 09:00 - 17:00                         | 05:15 - 20:20                         | Sin servicio  |
| Expreso          | Expreso 7 | 05:30 - 09:00 (estación inicial)      | Sin Servicio                          | Sin servicio                          | Sin servicio  |
| Expreso          | Expreso 8 | 17:00 - 21:00                         | 17:00 - 21:00                         | Sin servicio                          | Sin servicio  |
| Expreso          | Lechucero | 23:30 - 04:00 (solo viernes y sábado) | 23:30 - 04:00 (solo viernes y sábado) | 23:30 - 04:00 (solo viernes y sábado) | Sin Servicio  |